# Апное уві сні
Апное уві сні (англ. Sleep apnoea) — апное або тимчасове припинення дихальних рухів під час сну. Зумовлене гальмуванням дихального центра, розташованого в довгастому мозку, найчастіше — внаслідок посиленої вентиляції легень (після посиленого довільного або штучного дихання). Це призводить до збідніння крові на вуглекислоту, яка подразнює дихальний центр. Апное може бути спричинене також збудженням чутливих нервових закінчень легень, кровоносних судин, шкіри та ін. Зазвичай, апное уві сні обумовлено хропінням хворого.
Апное припиняється при відновленні нормального вмісту вуглекислоти, а також при нестачі кисню в крові.
Для лікування обструктивного апное уві сні (апное, що виникає через хропіння) застосовується CPAP-терапія.